# Serena Moneta
Serena Moneta (Tradate, 17 dicembre 1990) è una pallavolista italiana, schiacciatrice dell'Albaverde.

## Carriera

### Club
La carriera di Serena Moneta comincia nell'Amatori Orago, in Serie B2, con cui nella stagione 2005-06 ottiene la promozione in Serie B1. Sempre in Serie B1 gioca prima per la Pool Carnago e poi per il Casalmaggiore, club con il quale al termine dell'annata 2010-11 conquista la promozione in Serie A2.
Resta però, per la stagione 2011-12, nella terza divisione del campionato italiano, ingaggiata dall'Ornavasso, con cui ottiene due promozioni di seguito, giocando quindi in Serie A2 nella stagione 2012-13 e in Serie A1 in quella successiva: tuttavia, a metà annata, viene ceduta alla Savino Del Bene in Serie A2.
Sia per la stagione 2014-15 che per quella 2015-16 è in Serie A2, vestendo le maglie rispettivamente della Pro Victoria e del Filottrano. Per il campionato 2016-17 torna in massima serie con il Busto Arsizio dove rimane per una sola stagione prima di fare ritorno nel campionato cadetto, che disputa con la maglia del Due Principati nell'annata 2017-18 e nel Cutrofiano in quella seguente, prima di militare in Serie B1 per la stagione 2019-20, ingaggiata dall'Aragona, con cui conquista la promozione: resta nello stesso club, in Serie A2, anche per l'inizio della stagione 2021-22, che conclude tuttavia con l'Academy Sassuolo dopo la risoluzione del contratto.
Ritorna quindi in Sicilia per vestire, nella stagione 2022-23, la maglia del Marsala, ancora in Serie A2, e, in quella successiva, quella dell'Albaverde di Caltanissetta, in Serie B2.

### Nazionale
Nel 2006 entra a far parte della nazionale under 18 con la quale partecipa alla fase di qualificazione al campionato europeo 2007.